# Польско-шведские отношения
Польско-шведские отношения — двусторонние дипломатические отношения между Польшей и Швецией. Страны разделены Балтийским морем и имеют очень длительные исторические связи, а также пережили несколько военных конфликтов. В начале XX века между странами сложились тесные отношения, прерванные советско-германским вторжением в Польшу. После окончания Второй мировой войны страны восстановили отношения, и Швеция стала крупнейшим экономическим донором для Польши среди стран Северной Европы. В настоящее время обе страны являются членами Европейского союза (ЕС). В Швеции проживает более 90 000 поляков.

## История
С 1386 по 1596 год Польшей правили Ягеллоны, которые имели шведское происхождение и сыграли важную роль в превращении государства в великую державу средневековой Европы. Один из самых значимых правителей Польши Сигизмунд III также имел шведские корни: его отцом был король Швеции Юхан III, а матерью — Катерина Ягеллонка.
Речь Посполитая и Шведская империя имели амбициозные планы по расширению территориальных владений и консолидации власти, что привело ко многим крупным военным конфликтам между странами в борьбе за сферы влияния в Европе. В 1655 году шведы осуществили вторжение в Польшу, известное как Шведский потоп, что привело к значительным разрушением на большей части территории Польши.
В XVIII веке произошли разделы Речи Посполитой, что привело к возникновению у шведов страха разделить подобную участь из-за действий Российской империи, но после окончания Русско-шведской войны в 1790 году успешные шведские дипломатические действия предотвратили такой исход. 

### Мировые войны
Во время Первой и Второй мировых войн польская община в Швеции поддерживала независимую Польшу. Во время Второй мировой войны, несколько членов Армии Крайовой через территорию нейтральной Швеции организовали поддержку и финансирование польского сопротивления. Несколько шведских граждан также поддерживали польское сопротивление и предоставляли им убежище, а также защищали поляков от преследования со стороны нацистов.

## Дипломатические представительства
- Польша имеет посольство в Стокгольме[5].
- Швеция содержит посольство в Варшаве[6].